# Oyola (Tumbes)
Oyola, también llamada Hoyola, es una localidad peruana ubicada en el distrito de Zorritos, perteneciente a la provincia de Contralmirante Villar del departamento de Tumbes, al norte del Perú. 

## Ubicación
Oyola se ubica al noreste de la provincia de Contralmirante Villar, en el distrito de Zorritos, en el departamento de Tumbes.

## Demografía
En 2017 Oyola tenía una población de 30 habitantes.